# La Permission (film, 1968)
Pour le film de 2018, voir La Permission (film, 2018).
Pour plus de détails, voir Fiche technique et Distribution.
La Permission (ou parfois The Story of a Three-Day Pass) est un film français réalisé par Melvin Van Peebles, sorti en 1968, adaptation du roman éponyme (en) dont il est également l’auteur.

## Fiche technique
- Titre français : La Permission
- Titre alternatif : The Story of a Three-Day Pass
- Réalisation : Melvin Van Peebles
- Scénario : Melvin Van Peebles
- Photographie : Michel Kelber
- Musique : Melvin Van Peebles
- Production : Guy Belfond et Gaston Doha
- Pays d'origine : France
- Format : Noir et blanc
- Genre : drame
- Durée : 87 minutes
- Date de sortie : 1968

## Distribution
- Harry Baird : Turner
- Nicole Berger : Miriam
- Pierre Doris : Le paysan
- Christian Marin : L'hôtelier
- Dany Jacquet